# Smile! The best of Tim Weisberg
Smile! The best of Tim Wiesberg is het enige verzamelalbum van de fluitist Tim Weisberg en zijn muzikale partner van destijds Lynn Blessing. Het album leunde zwaar op de albums Listen To The City en het toen nog populaire album Tim Weisberg 4. De ster van Weisberg schoot tijdelijk omhoog toen hij samen met Dan Fogelberg het album Twin Sons Of Different Mothers uitbracht; het verkocht miljoenen exemplaren, voornamelijk in de Verenigde Staten. Weisberg verliet daarmee A & M Records, die door uitgifte van dit album kennelijk nog een graantje van het succes wilde meepikken. Het album kwam april 1989 uit op compact disc, waarschijnlijk alleen in de VS (A&M3261).

## Musici
- Tim Weisberg – dwarsfluit, altfluit, basfluit, synthesizers, percussie en stem
- Lynn Blessing – orgel synthesizers en vibrafoon
- Doug Anderson – Fender basgitaar, akoestische gitaar
- Todd Robinson – gitaar
- Marty Foltz – percussie en congas

## Composities
1. Rush Hout, (Friday PM) (van album:Listen to the city)
2. Street party (idem)
3. Angelic smile (4)
4. The visit (4)
5. Listen to the city (Live At Last)
6. Travesty (4)
7. Do dah (Dreamspeaker)
8. High rise (Listen to the city)
9. Listen to the city (idem)
10. Night for crying (Dreamspeaker)
11. The good life (Listen to the city)
12. Dion blue (4)
13. The bruiser (4)

Dreamspeaker · High Risk · Hurtwood Edge · Listen To The City · Live at Last · Naked Eyes · Night-Rider! · No Resemblance Whatsoever · Outrageous Temptations · Party Of One · Rotations · Smile! The best of Tim Weisberg · Time Traveler · Tim Weisberg · Tim Weisberg 4 · Tim Weisberg Band · Tip Of The Weisberg · Traveling Light · Twin Sons of Different Mothers · Undercover